# Hàptica
L'hàptica designa la ciència del tacte, per analogia amb l'acústica (oïda) i l'òptica (vista). La paraula prové del grec háptō (tocar, relatiu al tacte).
Alguns teòrics com Herbert Read han estès el significat de la paraula hàptica, referint per exclusió a tot el conjunt de sensacions no visuals i no auditives que experimenta un individu.

## Generalitats
L’Hàptica pot considerar-se com l'estudi del comportament del contacte i les sensacions. El sentit del tacte és extremadament important per als éssers humans, ja que no només proveeix informació sobre les superfícies i textures, és un component de la comunicació no verbal en les relacions interpersonals, i és vital per arribar a la intimitat física. Pot ser tant sexual (besar o sexe oral) com platònica (com les abraçades o les pessigolles).
Els sentits hàptics (tacte) són els primers que es desenvolupen en el fetus i juntament amb la forma en què aquests es relacionen amb el desenvolupament dels altres sentits en els infants (per exemple la visió) han estat objecte de molts estudis. S'ha observat que els nadons humans tenen una enorme dificultat per sobreviure si no posseeixen el sentit del tacte, tot i tenir els sentits de la vista i l'oïda. Nadons amb el sentit del tacte, fins i tot sense vista o oïda, tenen més oportunitats. El tacte pot considerar-se com un sentit bàsic en la majoria de les formes de vida.
En els ximpanzés el sentit del tacte està molt desenvolupat. Els ximpanzés nounats gairebé no poden veure o sentir, així que s'aferren fortament a les seves mares. Harry Harlow va conduir un controvertit estudi entre 1963 i 1968 utilitzant macacos rhesus. Harlow va observar que els macacos adults que havien estat criats amb una mare de drap, un aparell d'alimentació de filferro embolicat en tela de drap suau i capaç de brindar cert nivell d'estimulació tàctil, eren considerablement més estables emocionalment que aquells macacos que havien crescut amb una mare merament de filferro.
El contacte físic és tractat, entès i acceptat de forma diferent d'un país a un altre, i el que és acceptable en un grup cultural podria ser inacceptable en un altre. En la cultura tailandesa, per exemple, tocar el cap d'algú és considerat un acte groller i irrespectuós. Els estudis de Remland i Jones (1995) sobre la comunicació entre grups de persones van descobrir que el contacte físic era estrany en països com Anglaterra (8%), França (5%) i els Països Baixos (4%), en comparació d’Itàlia (14%) o Grècia (12.5%).
Stoeltje (2003) va escriure sobre com els nord-americans estan perdent contacte amb aquesta important habilitat en la comunicació. En un estudi realitzat per l'Institut d'Investigació sobre el Contacte, de l'Escola de Medicina de la Universitat de Miami, es va trobar que els nens nord-americans eren més agressius que els seus homòlegs francesos quan jugaven en un camp de jocs. En l'estudi es va percebre que el contacte físic entre les dones franceses i els seus nens va ser més freqüent que entre els pares nord-americans i els seus respectius nens.

## Percepció Hàptica
Gibson (1966) defineix el sistema hàptic com "la percepció de l'individu del món adjacent al seu cos mitjançant l'ús del seu propi cos". El sistema de percepció hàptica és especial perquè pot incloure els receptors sensorials situats per tot el cos i està estretament relacionat amb el moviment del cos, de manera que pot tenir un efecte directe sobre el món que està percebent. De la mateixa manera, el concepte de percepció hàptica està molt relacionat amb el concepte de contacte actiu que estableix que s'obté més informació quan un pla motor (moviment) està associat al sistema sensorial; i al concepte de propiocepció psicològica estesa que diu que en utilitzar una eina la nostra percepció s'estén, tal com quan fem servir un bastó: la nostra percepció és transferida transparentment cap al final del bastó. S'ha descobert que la percepció hàptica es recolza en les forces que s'experimenten durant el contacte, 1 això ha permès la creació de sensacions hàptiques virtuals amb diferents qualitats de percepció, 2 (vegeu en aquest mateix article Tecnologia hàptica).
La importància del sentit hàptic, i del Sistema somatosensorial en general, ha estat subestimada tradicionalment. No obstant això, la pèrdua del sentit del tacte és una molt seriosa deficiència: caminar es torna gairebé impossible, igual que sostenir objectes o utilitzar eines. Això remarca com de crítics i subtils són l'habilitat de tocar i els sentits somàtics en general, i d'altra banda, subratlla el potencial de la tecnologia hàptica. (Robles-De-La-Torre 2006).

## Categories hàptiques
Heslin (1974) va delinear cinc categories hàptiques:
1. Funcional / professional
2. Social / cortès
3. Amistós / càlid
4. Amor / intimitat
5. Sexual / estimulació

L'acte de tocar no és exclusiu i el contacte físic pot implicar cadascuna de les categories definides per Heslin.

### Funcional / professional
Els administradors coneixen l'efectivitat d'utilitzar el contacte físic mentre es comuniquen amb els seus subalterns, però han de ser curosos i entendre que poden ser malentesos, un copet a l'esquena pot significar un gest de suport per a alguns, mentre que per a altres pot significar una insinuació sexual. Els administradors han de conèixer i estar al corrent dels nivells de tolerància que cada persona té pel que fa al contacte físic.
La investigació d'Henley de 1977 va descobrir que una persona amb poder tendeix a tocar a un subordinat, però el subordinat no és lliure de tocar de la mateixa forma. L'acció de tocar és una poderosa eina en la comunicació no verbal i aquesta diferència entre superior i subordinat pot portar a la confusió tant si el contacte és motivat per dominació com si és motivat per familiaritat, d'acord amb Borisoff i Victor (1989).
La primera connexió amb una altra persona en un ambient professional usualment inicia amb el contacte físic, específicament una encaixada de mans. La forma en què una persona dona una encaixada de mans pot dir molt sobre ella i sobre la seva personalitat. Chiarella (2006) va escriure un article per als lectors de la revista Esquire, homes majoritàriament, sobre com l'encaixada de mans varia de persona a persona i sobre com aquests envien missatges no verbals. En aquest article Chiarella esmentava com mantenir l'estreta per més de dos segons podria resultar a detenir la conversa verbal en ser aquesta anul·lada per la comunicació no verbal.3
Walton (1989) va escriure en el seu llibre que tocar és l'expressió última de proximitat o confiança entre dues persones, el que sovint no es veu en els negocis o en les relacions formals. El contacte físic accentua la importància de missatge enviat. "Si una paraula de felicitació s'acompanya amb un copet a l'esquena és com col·locar l'estrella daurada en la cinta", va escriure Walton.

### Social / cortès
En molts casos, els aspectes culturals esvaeixen els límits entre una categoria hàptica i una altra, fent molt confús moure entre categories. Consideri, per exemple l'acte de tocar l'avantbraç d'una persona: aquest acte és considerat socialment correcte en molts llocs dels Estats Units, però en el Medi Oest no és sempre considerat com un comportament acceptable.
Jones (1985) descriu que la comunicació amb contacte físic és la forma més familiar i de més compromís i que ens ajuda a mantenir bones relacions amb altres. El seu estudi juntament amb Yarbrough va cobrir tant seqüències de contactes com tocs individuals.
Les seqüències de contactes cauen dins de dos tipus diferents, repetitiu i estratègic. Repetitiu és quan les persones involucrades s'alternen per tocar-se mútuament. La majoria d'aquests contactes es consideren positius. Per la seva banda, els tocs es consideren estratègics quan tenen un objectiu ulterior o amagat, semblant que es fa servir el contacte com un joc per aconseguir alguna cosa d'algú.
Els contactes individuals són més comuns que les seqüències, i s'han d'interpretar segons el context, la naturalesa de la relació i el tipus d'ambient social creat al moment en què la persona és tocada.
Yarbrough va dissenyar un mapa sobre com i on tocar. Ella va designar les diferents parts del cos segons fossin tocables o no. Les parts no vulnerables del cos són les mans, els braços, l'esquena i la part superior de l'esquena. Les parts vulnerables són totes les altres regions del cos.
Desatenció amable és la forma cortesa de manejar la interacció amb estranys sense arribar a establir cap comunicació interpersonal o sense tenir la necessitat de respondre al contacte per un estrany. Goffman (1963) va utilitzar el cas d'un elevador per explicar aquest fenomen. Dins de l'elevador una persona no mira, parla o toca a la persona que està al costat; però, si hi ha moltes persones dins de l'elevador és possible que estiguin prou juntes perquè es toquin unes a les altres, però encara en aquest cas cadascuna manté un comportament inexpressiu de manera que no s'afecti a ningú al voltant.

### Amistós / càlid
És més acceptable per a les dones que les grapegin que per als homes en un context social o d'amistat, possiblement per la inherent dominació per part de la persona que toca sobre la persona que és tocada. Witcher i Fisher (1979) van conduir un estudi per determinar si el contacte físic terapèutic per reduir l'ansietat variava entre sexes. Es va instruir a una infermera perquè acariciés als pacients durant un minut mentre aquests miraven un pamflet durant un procediment preoperatori de rutina. Les dones van reaccionar positivament al contacte, mentre que els homes no ho van fer. Llavors es va conjecturar que els homes identificaven el contacte amb el fet de ser tractats com a inferiors o dependents.
S'ha trobat que el contacte físic entre els membres de la família afecta el comportament dels implicats. Diversos factors actuen dins el context familiar. A mesura que els nens creixen, disminueix el contacte per part dels pares. Els homes tendeixen a distanciar dels seus pares a una edat menor que les dones, i sol haver-hi més contacte amb el progenitor del mateix sexe que amb el del sexe contrari.
Un estudi de comunicació no verbal sobre com els homes conversen en els bars, va mostrar que les dones prefereixen als homes que toquen mentre conversen, però el que els crida l'atenció és quan toquen a altres homes. L'home que toca als altres és percebut amb un major estatus i un major poder social que els homes que són tocats o que no toquen a uns altres.
L'estudi va demostrar que les dones eren més receptives amb els homes que demandaven major espai social, i que mouen les seves copes a un costat quan una dona entra al bar, indicant que hi ha un espai en els seus dominis per a ella.

### Amor / intimitat
El contacte físic és el comportament no verbal que major efecte té en les relacions interpersonals, i augmenta a mesura que aquesta relació es mou d'impersonal a personal.
S'han estudiat tres àrees del contacte entre les parelles quan estan en públic. La quantitat de contactes entre un home i una dona quan estan en l'etapa inicial de la seva relació, quant d'aquest contacte continua entre la parella i la seva magnitud en relació amb el contacte mostrat, així com qui inicia el contacte i quan.
El contacte en públic serveix com un senyal de lligam o de possessió, per mostrar als altres que l'altra persona està presa (Morris, 1977). Quan una parella es pren de les mans, o s'abracen, estan mostrant als altres que ells estan junts, aquest tipus de senyals s'usen comunament en l'etapa de festeig i el seu ús disminueix una vegada que la parella arriba al matrimoni d'acord amb Burgoon, Buller i Woodal (1996).
Els estudis també han mostrat diferències en qui toca i quan segons el sexe. En les etapes inicials de la relació els homes necessiten mostrar socialment control, així que segueixen el rol d'home que la societat estableix. Patterson (1988) va indicar en què els homes, en atenció del paper social, tendeixen a iniciar el contacte en les relacions casuals ia tocar més al principi de les relacions, aquest comportament és assumit per les dones conforme la relació es torna més seriosa o en el matrimoni. Als Estats Units d'Amèrica del Nord, la societat encara estableix que l'home és qui fa el primer moviment en el context d'una cita.
El contacte físic entre les parelles casades pot ajudar a mantenir una bona salut. En un estudi del psicoanalista Jim Coan a la Universitat de Virgínia, les dones sota estrès van mostrar un alleujament gairebé immediat amb només sostenir les mans dels seus marits. Això sembla efectiu quan la dona està satisfeta amb el seu matrimoni.

### Sexual / estimulació
D'acord amb Givens (1999), el procés de comunicació no verbal o negociació és enviar i rebre missatges en un intent per aconseguir l'aprovació o l'amor d'una altra persona. El seguici, que podria conduir a l'amor, és definit com els missatges no verbals dissenyats per atreure parella sexual. Durant el festeig, intercanviem gestos no verbals on un li indica a l'altre que s'apropi cada vegada més fins que s'arribin a tocar. Senyals essencials per arribar a la intimitat inclouen carícies a la cara amb el nas, petons i tendresa.
El seguici té cinc fases que inclouen la fase de l'atenció, fase de reconeixement, fase de conversa, fase de contacte físic, fase de fer l'amor. Les dues últimes fases són les fases hàptiques.
La fase del contacte
1. Primer contacte: Sembla més "accidental" que premeditat, es toca una part neutral del cos i el receptor pot acceptar o rebutjar el contacte amb un moviment del cos.
2. Abraçada: L'abraçada és la forma més bàsica de dir-li a algú que se li estima i que possiblement també se li necessiti o desitgi.
3. Intenció de contacte: Un codi hàptic o pista és la intenció que hi ha darrere del missatge no verbal. Allargar la mà per sota la taula cap a una persona una miqueta desconeguda és una acció que s'utilitza per indicar que hi ha una bona disposició cap al contacte.
4. Besar: Bolcar els caps en coordinació per permetre que els llavis es toquin és el final de la quarta fase del festeig.
5. La fase del coit: Fer l'amor és l'última fase i inclou l'estimulació tàctil durant el joc anticipatori o preludi i se'l coneix com el contacte suau o protopàtic. Qualsevol sentiment de temor o aprensió es poden calmar utilitzant altres carícies com besar, carícies a la cara amb el nas o un massatge suau.

## Significats del contacte
La investigació relativa al contacte que va dirigir Jones i Yarbrough (1985) va revelar que el contacte físic pot tenir fins a 18 significats diferents, agrupats en set tipus: efecte positiu (emoció), joc, control, ritual, híbrid (barreja), relacionat amb alguna tasca, i accidental.

### Efecte positiu
Aquest tipus de contacte comunica emocions positives i ocorre majorment entre persones que tenen una relació propera. Es poden classificar com:
Suport: S'usen per donar suport, confiança o com a promesa de protecció. Generalment ocorren en situacions on pràcticament cal o és clarament desitjable que una persona mostri preocupació cap a una altra que està experimentant angoixa.
Apreciació: Mostra gratitud per alguna cosa que una altra persona ha fet.
Inclusió: Crida l'atenció sobre l'acte d'estar junts i suggereix proximitat psicològica.
Sexual: Expressa atracció física o interès sexual.
Afecte: Expressa estima en general més enllà del simple reconeixement cap a l'altra persona.

### Joc
Aquest tipus de contacte serveix per suavitzar una interacció, usualment comuniquen un doble missatge atès que sempre involucren un senyal de joc, sigui verbal o no verbal, que indica que el comportament no ha de ser pres seriosament. Es poden dividir en:
Afectiu: S'usa per suavitzar la relació. El senyal de joc disminueix la serietat del missatge positiu. El contacte indica bromes i normalment és mutu.
Agressiu: També s'usa per suavitzar una interacció, però, el senyal de joc apunta cap agressió i el contacte és iniciat per una de les persones en lloc de ser mutu.

### Control
S'utilitza per controlar el comportament, l'actitud o els sentiments del receptor. La característica principal d'aquest tipus de contacte és que gairebé sempre l'inicia la persona que intenta influenciar. Es poden classificar en:
Obediència: Intenta controlar el comportament d'una altra persona i sovint, per conseqüència l'actitud i els sentiments.
Obtenir atenció: Serveix per dirigir l'atenció del receptor cap a alguna cosa en particular.
Anunciant una resposta: Crida l'atenció i emfatitza algun sentiment o estat emocional en l'iniciador; implícitament demanda un canvi en la resposta d'una altra persona.

### Ritual
Consisteix en tocs de salutació i de comiat. La seva única funció és ajudar a fer la transició d'entrada o de sortida d'una interacció.
Salutació: És part de l'acte d'establir i obrir la trobada amb una altra persona.
Comiat: És part de l'acte de concloure una trobada amb una altra persona.

### Híbrid
El contacte rep aquest nom quan involucra dos o més significats dels descrits a dalt. Aquests poden ser classificats com:
Salutació / afecte: Quan expressa afecte i salutació a l'inici de la trobada.
Comiat / afecte: Quan expressa afecte i comiat al final d'un partit.

### Relacionat amb una tasca
En aquest cas, el contacte està directament relacionat amb l'execució d'una tasca i es divideixen en:
Referent a l'aparença: Assenyala o inspecciona una part del cos o artefacte referenciat per un comentari verbal sobre l'aparença.
Secundari instrumental: Succeeix com una part innecessària per al compliment d'una tasca.
Intrínsec instrumental: Compleix una tasca dins i fora de si mateix, per exemple, una empenta d'ajuda.

### Accidental
Aquest tipus de contactes són percebuts com a involuntaris i no tenen cap significat, i consisteixen majorment en frecs.

## Poder i contacte
Els psicòlegs socials John French i Bertram Raven van desenvolupar  cinc categories del poder, postulant que qui posseeix el poder utilitza un o més de les cinc bases del poder per tal d'assolir els seus objectius. Aquestes són: poder legítim, poder de referència, poder expert, poder de recompensa i poder per coacció. Malgrat que els atributs de les bases de poder definides per French varien dels definits per Raven, tots dos tenen en comú les característiques del contacte.

### Poder legítim
És el poder que un individu posseeix per la posició que posseeix. Aquest és un poder formal que és delegat per un individu de poder superior. És acceptable en aquest tipus de poder que es toqui als subordinats amb un copet a l'esquena amb la qual es brinda confiança per un treball ben fet. A més, el poder legítim es pot establir en donar una encaixada de mans en una forma específica.

### Poder de referència
Aquest és un tipus de poder de més llarga durada. Qui posseeix aquest poder té l'habilitat de persuadir i influenciar a altres senzillament per ser agradables. Aquest poder es basa en l'encant, popularitat, carisma, habilitats interpersonals. El receptor del poder s'identifica amb el portador i desitja actuar com ell. Els portadors d'aquest poder es poden identificar perquè sovint estan abraçant als amics, picant de mans els companys de treball per brindar alleujament, donant sovint la mà o tocant el braç d'algú en forma afectiva.

### Poder d'expert
Aquest tipus de poder s'obté en funció del coneixement sobre algun tema en particular. El portador d'aquest poder és molt buscat per les seves habilitats, experiència o coneixements. Aquest poder difereix dels altres perquè és específic a una professió o indústria. Aquests individus no utilitzen cap mena de contacte per afirmar el seu poder no verbal, més aviat se'ls pot veure usant el contacte d'una manera condescendent.

### Poder de recompensa
Aquest poder depèn de l'habilitat del portador de brindar recompenses com ara diners, vacances, augments, reconeixement o promocions. La recompensa també vaig poder donar-se en forma de copets a l'esquena o encaixades de mà. Els receptors podrien adoptar un comportament afalagador en un esforç d'augmentar l'oportunitat de ser acceptats i subseqüentment rebre recompenses cobejades.

### Poder per coacció
El poder per coacció és maquiavèl·lic en naturalesa i és oposat al poder per recompensa. Els portadors d'aquest poder exerceixen control sobre els altres a partir de la por i la manipulació, utilitzant l'aïllament i l'absència de contacte, d'acord amb DeVito, Guerrero, i Hecht (1990) "... característicament pren la forma d'inatenció civil i pot ser ocasionat per la incapacitat d'un subordinat de repel·lir l'agressió directament ... "(p.182). Els portadors d'aquest poder poden utilitzar la violència física per exercir el seu control.

## Cultura i contacte
La quantitat de contacte que ocorre dins d'una cultura es basa majorment en si la cultura és d'alt context o de baix context.

### Cultura d'alt context
Es diu que una cultura és d'alt context quan culturalment assumeix que cadascun dels seus membres coneix les regles culturals i les expectatives no han de ser especificades. Alt context significa que "la majoria de la informació es troba en el context físic o en la persona, mentre que molt poc es troba en el codi transmès, explícitament, com a part d'un missatge." (Hall, 1976, pàg 79). Aquest tipus de context es troba especialment en les cultures orientals i als països on hi ha poca diversitat racial. En aquest tipus de cultura existeix un fort sentit de tradició i història i tendeix a canviar molt poc amb el temps amb el que les regles i expectatives es consoliden a través del temps. Pel que fa al contacte físic, els membres d'aquest tipus de cultura saben exactament quan i com tocar amb base en un estricte codi no verbal comunament entès i acceptat. L'Orient Mitjà, Àsia, Àfrica, i Amèrica del Sud són exemples de cultures d'alt context.

### Cultura de baix context
Una cultura de baix context és una cultura que comunica les expectatives socials mitjançant paraules, oposada a la interpretació o al context. Comunicació de baix context significa que "la majoria de la informació aquesta concedida en el codi explícit" (Hall, 1976 p 70). Els membres de cultures de baix context valoren els fets, els nombres i la franquesa. Els Estats Units i Alemanya són típicament considerades cultures de baix context on es valora la individualitat en la societat.

### Referència de països
Països No contacte: Japó, Estats Units, Regne Unit, Austràlia Països
Mitjà contacte: França, Xina, Índia Països
Alt contacte: Orient Mitjà, Amèrica Llatina, Itàlia

### Diferències culturals internes
La freqüència del contacte també canvia entre cultures diferents. Harpert s'ha referit a diversos estudis, un d'això va examinar els contactes en sales de cafè. Durant una hora es van explicar 180 contactes entre porto-riquenys, 110 entre francesos, 2 entre nord-americans, i cap entre anglesos. (Harper, 297). Per saber sense algú està tenint més contactes del normal és necessari primer saber que és normal en la seva cultura. En països amb alt nivell de contacte, un petó a la galta pot ser una salutació respectuosa, mentre que a Suècia es podria considerar arrogant. Jandt comenta que dos homes que se sostenen les mans és considerat en alguns països com un símbol d'amistat, mentre que als Estats Units el mateix codi tàctil probablement seria considerat com un símbol d'amor homosexual

## Tecnologia Hàptica
La tecnologia hàptica es refereix al conjunt d’interfases tecnològiques que interaccionen amb l’ésser humà mitjançant el sentit del tacte. Es tracta d’una tecnologia emergent des dels 90 que està evolucionant prometedorament en alguns camps d’aplicació.

### Història
Una de les formes més primerenques d’ús de les tecnologies hàptiques en dispositius es va introduir en els sistemes servo dels grans avions amb la intenció d’operar-los mitjançant control remot. Aquests sistemes primitius actuaven en una única via de tal manera que la força aplicada a un comandament es multiplicava envers les superfícies de control aerodinàmic (alerons, etc.), però el pilot no obtenia com a resposta un factor de la força resistent. És de pensar que en els inicis els pilots dels avions petits sense servo tenien totes les sensacions sobre la resistència corresponent a les actuacions d’una palanca i això suposava una seguretat en certes situacions de perill. De fet, en els servos inicials el pilot no obtenia aquesta sensació. Per a resoldre aquest problema es va instal·lar un sistema de control que proporcionava una resistència a la palanca del pilot proporcional a l'angle d’atac, aquest és un exemple d’interfície hàptica.

### Teleoperadors i simuladors
Els teleoperadors són operadors que controlen eines de forma remota, i és necessari en aquests casos en què les forces de contacte resistents retornin cap al teleoperador. Això es denomina teleoperació hàptica. El primer operador hàptic desenvolupat es va construir en els anys 50 a Argonne National Laboratory EUA pel Doctor Raymond Goertz permetent operar remotament sobre substàncies radioactives. Des d’aquestes experiències l’aplicació d’una força de retorn  s'ha anat utilitzant àmpliament en molts tipus de teleoperació tal com l'exploració de les profunditats marines.

### Jocs
Alguns dispositius desenvolupats per a  joc tenen aquestes característiques. És destacable sobre tot en alguns joysticks i controladors de joc que proporcionen un retorn hàptic. La forma més senzilla en els jocs és el que denominem tabletes vibradores (rumble packs) amb els que l’usuari sent com hi ha irregularitats, com per exemple: un terreny desigual quan condueix un automòbil.

### Pantalles hàptiques
Les tecnologies augmenten la sensació que transmet una pantalla en tocar-la. Una d’aquestes tecnologies consisteix en transmetre la rugositat canviant la fricció de la pantalla, el que, fa que al tocar la pantalla sentim la superfície del que apareix en ella. Una altra tecnologia consisteix en pantalles capaces de inflar-se i així ressaltar unes parts, com per exemple, fer que es mostri el relleu d’un teclat o els controls d’un joc.

### Entorns Hàptics en Realitat Virtual
És molt evident que les interfícies hàptiques vagin guanyant cada cop més terreny en part de la realitat virtual, afegint la sensació del tacte als entorns visuals, tal com és en el sistema denominat: '3D-Mobile Immersive Workstation'. Es va posar molt de moda a començament de la dècada de 2000 el entorn virtual del cibersexe. Els avenços aconseguits fins a dia d’avui posen de manifest la imparable carrera que se’ns aproxima.

#### Vestit hàptic
Un vestit hàptic, estit tàctil, vestit de joc o armilla hàptica és un dispositiu portàtil que proporciona retroalimentació hàptica al cos.

### Medicina
Existeixen diverses interfícies hàptiques en el cas de simulació mèdica i que poden resultar útils a l’hora de intentar minimitzar els danys ocasionats per l’ús de procediments invasius i permetre obtenir de forma remota. En el futur, és molt possible que els metges experts puguin fer operacions a distància. A més s'han utilitzat dispositius hàptics en rehabilitació assistida per robots.